# شافیو احمد
شافیو احمد (انگلیسی: Shafiu Ahmed؛ زادهٔ ۱۶ مارس ۱۹۸۷) بازیکن فوتبال اهل مالدیو بود.
وی همچنین در تیم‌های ملی فوتبال زیر ۲۳ سال مالدیو و مالدیو بازی کرده است.